# Monica-diszkográfia
Monica amerikai énekesnő diszkográfiája.

## Albumok és a róluk megjelent kislemezek
- Miss Thang (1995)
  - Don’t Take It Personal (Just One of Dem Days) (1995)
  - Like This and Like That (1995)
  - Before You Walk Out of My Life (1995)
  - Why I Love You So Much/Ain’t Nobody (1996)
- The Boy Is Mine (1998)
  - The Boy Is Mine (1998)
  - The First Night (1998)
  - Angel of Mine (1999)
  - Inside (1999)
  - Street Symphony (1999)
  - Right Here Waiting (1999)
- All Eyez on Me (2002)
  - All Eyez on Me (2002)
  - Too Hood (2002)
- After the Storm (2003)
  - So Gone (2003)
  - Knock Knock/Get It Off (2003)
  - U Should’ve Known Better (2004)
- The Makings of Me (2006)
  - Everytime tha Beat Drop (2006)
  - A Dozen Roses (You Remind Me) 2006)
  - Sideline Ho (2007)
  - Hell No (Leave Home) (2007)
- Still Standing (2008)
  - Still Standing (2008)
  - Everything to Me (2010)
  - Love All Over Me (2010)

## Középlemezek
- Dance Vault Remixes: Get It Off/Knock Knock (2004)

## Más kislemezek
- For You I Will (a Space Jam – Zűr az űrben filmzenéje; szerepel a The Boy Is Mine albumon is; 1997)
- I’ve Got to Have It (a Big Momma's House filmzenéje; 2000)
- Just Another Girl (a Down to Earth filmzenéje; szerepel az All Eyez on Me című albumon is; 2001)
- Trust (duett Keyshia Cole-lal; Cole A Different Me című albumáról, 2009)